# Thomas Fahner
Thomas Fahner (* 18. Juli 1966 in Fürstenberg/Havel) ist ein ehemaliger deutscher Zehnkämpfer in der Leichtathletik, der für die DDR antrat.

## Leben
Fahner startete für den ASK Vorwärts Potsdam. Bei einer Größe von 1,86 m hatte er ein Wettkampfgewicht von 85 kg. 1985 bei den Leichtathletik-Junioreneuropameisterschaften in Cottbus gewann er nach Eckart Müller (1975) und Siegfried Wentz (1979) als dritter Deutscher den Titel im Zehnkampf und erzielte dabei 7815 Punkte. Seinen ersten Zehnkampf mit mehr als 8000 Punkten hatte er 1986 beim Mehrkampf-Meeting Götzis. Das beste Resultat seiner Karriere erzielte er 1988 ebenfalls in Götzis als Drittplatzierter mit 8362 Punkten (Platz 101 der ewigen Weltbestenliste, Stand: 8. September 2024), musste sich jedoch mit dieser Leistung Uwe Freimuth um 19 Punkte und dem punktgleichen Kanadier Dave Steen geschlagen geben. Im selben Jahr wurde er wieder hinter Freimuth Zweiter bei den Meisterschaften der DDR; es wurde sein bestes Wettkampfjahr mit mehr als 8200 Punkten bei allen Starts. Eine Verletzung in der unmittelbaren Vorbereitung zu den Olympischen Spielen 1988 in Seoul beendete das Jahr 1988. 1987 wurde er hinter Voss und Schenk Dritter der DDR-Meisterschaften, die gleiche Reihenfolge brachte das Jahr 1990 bei den letzten DDR-Meisterschaften in Neubrandenburg, dies war zugleich sein letzter beendeter Wettkampf. Seine zweitbeste Leistung gelang ihm beim Sieg im Juni 1989 in Karl-Marx-Stadt mit genau 8300 Punkten. 1990 brach er den Wettbewerb in Götzis nach dem Kugelstoßen wegen einer Verletzung ab. Dies war auch sein letzter Auftritt bei einem internationalen Ereignis und letzter offizieller Wettkampf.

## Sportliche Bestleistungen
- Zehnkampf: 8362 Punkte, aufgestellt am 19. Juni 1988 in Götzis
- 100 m: 10,82 s
- Weitsprung: 7,55 m
- Kugelstoßen: 15,17 m
- Hochsprung: 2,00 m
- 400 m: 47,90 s
- 110 m Hürden: 14,54 s
- Diskuswurf: 48,70 m
- Stabhochsprung: 5,10 m
- Speerwurf: 68,40 m
- 1500 m: 4:27:53 min
- Siebenkampf: 5881 Punkte, aufgestellt am 26. Februar 1988 in Senftenberg